# 朝府町
朝府町（あざぶちょう）は、愛知県稲沢市の地名。

## 地理
稲沢市中央部に位置する。東は桜木2丁目、西は天池五反田町、北は桜木宮前町・天池光田町に接する。

### 学区
|                    | 小学校               | 中学校               | 高等学校 |
| ------------------ | -------------------- | -------------------- | -------- |
| 1・2・3番地        | 稲沢市立稲沢西小学校 |                      | 尾張学区 |
| 4～17番地          | 稲沢市立国分小学校   |                      | 尾張学区 |
| 7番地              |                      | 稲沢市立明治中学校   | 尾張学区 |
| 1～6番地 8～17番地 |                      | 稲沢市立稲沢西中学校 | 尾張学区 |

### 河川
- 観音川[1]

## 歴史

### 町名の由来
天池・桜木・船橋のそれぞれ頭文字を採って命名されたという。成立当時は大同毛織の所有地であり、同社関係者による命名という。

### 人口の変遷
国勢調査による人口および世帯数の推移。
| 1995年（平成7年）  | 1123世帯 2854人 |  |
| 2000年（平成12年） | 1339世帯 3365人 |  |
| 2005年（平成17年） | 1104世帯 3216人 |  |
| 2010年（平成22年） | 1070世帯 3037人 |  |
| 2015年（平成27年） | 1071世帯 2761人 |  |
| 2020年（令和2年）  | 1116世帯 2593人 |  |

### 沿革
- 1970年（昭和45年） - 稲沢市天池町・平町・船橋町・稲沢町の各一部により、同市朝府町が成立[3]。
- 1981年（昭和56年） - 一部が天池光田町に編入される[4]。

## 交通
- 西尾張中央道（愛知県道岐阜稲沢線）[1]

## 施設
- 稲沢警察署[1]
- 稲沢郵便局[1]
- 名古屋法務局稲沢出張所[1]
- 稲沢市産業会館[1]
- 稲沢商工会議所[1]
- 国分団地[1]
- 稲沢市勤労福祉会館[1]
- 総合体育館[1]
- CBCハウジングセンター[1]
- ヨシヅヤ[1]
- 稲沢ショッピングセンター[1]

- 稲沢警察署
- 稲沢郵便局

### WEB
1. ↑  “愛知県稲沢市の町丁・字一覧”.   人口統計ラボ. 2023年5月5日閲覧。
2. 1 2  総務省統計局 (2022年2月10日). “令和2年国勢調査の調査結果(e-Stat) - 男女別人口，外国人人口及び世帯数－町丁・字等” (CSV). 2023年8月2日閲覧。
3. ↑  “愛知県稲沢市の郵便番号一覧”.   日本郵便. 2023年11月11日閲覧。
4. ↑  “市外局番の一覧” (PDF).   総務省 (2022年3月1日). 2022年3月22日閲覧。
5. 1 2 3 4  稲沢市役所 教育委員会事務局 学校教育課 学習支援グループ (2020年4月9日). “住所50音順通学区域（小・中学校）”.   稲沢市. 2024年5月28日閲覧。
6. ↑  総務省統計局 (2014年3月28日). “平成7年国勢調査の調査結果(e-Stat) - 男女別人口及び世帯数 －町丁・字等” (CSV). 2021年7月20日閲覧。
7. ↑  総務省統計局 (2014年5月30日). “平成12年国勢調査の調査結果(e-Stat) - 男女別人口及び世帯数 －町丁・字等” (CSV). 2021年7月20日閲覧。
8. ↑  総務省統計局 (2014年6月27日). “平成17年国勢調査の調査結果(e-Stat) - 男女別人口及び世帯数 －町丁・字等” (CSV). 2021年7月21日閲覧。
9. ↑  総務省統計局 (2012年1月20日). “平成22年国勢調査の調査結果(e-Stat) - 男女別人口及び世帯数 －町丁・字等” (CSV). 2021年7月21日閲覧。
10. ↑  総務省統計局 (2017年1月27日). “平成27年国勢調査の調査結果(e-Stat) - 男女別人口及び世帯数 －町丁・字等” (CSV). 2021年7月21日閲覧。

### 書籍
1. 1 2 3 4 5 6 7 8 9 10 11 12 13 14 15  「角川日本地名大辞典」編纂委員会 1989, p. 1588.
2. 1 2  大山誠一 1995, p. 7.
3. ↑  「角川日本地名大辞典」編纂委員会 1989, p. 92.
4. ↑  「角川日本地名大辞典」編纂委員会 1989.